# Bruno Monti
Bruno Monti (Albano Laziale, Lacio, 12 de junio de 1930 - 16 de agosto de 2011) fue un ciclista italiano que fue profesional entre 1952 y 1962. En su palmarés destacan tres victorias de etapa al Giro de Italia, la Roma-Nápoles-Roma de 1954 y 1955 y dos ediciones del Giro de Emilia.

## Palmarés
| 1952 - Piccolo Giro de Llombardia 1953 - 2 etapas del Giro de Italia - 1 etapa de la Vuelta en la Gran Bretaña - 1 etapa de la Roma-Nápoles-Roma 1954 - Roma-Nápoles-Roma y vencedor de una etapa - 1 etapa de la Vuelta a Suiza 1955 - Grande Premio Ciclomotoristico y vencedor de 2 etapas - 1 etapa del Tour de Romandía | 1956 - Giro de Emilia - 1 etapa del Tour de Romandía 1957 - Giro de Emilia - 1 etapa del Giro de Italia - 1 etapa del Tour de Romandía |

## Resultados en Grandes Vueltas y Campeonatos del Mundo
Durante su carrera deportiva consiguió los siguientes puestos en las Grandes Vueltas y en los Campeonatos del Mundo en carretera:
| Carrera         | 1953 | 1954 | 1955 | 1956 | 1957 | 1958 | 1959 | 1960 |
| --------------- | ---- | ---- | ---- | ---- | ---- | ---- | ---- | ---- |
| Giro de Italia  | 23.º | 17.º | 12.º | 8.º  | 39.º | Ab.  | 49.º | -    |
| Tour de Francia | -    | -    | 23.º | 23.º | -    | -    | -    | -    |
| Vuelta a España | -    | -    | -    | -    | -    | -    | -    | Ab.  |
| Mundial en ruta | -    | Ab.  | 10.º | -    | -    | -    | -    | -    |

-: No participa

Ab.: Abandono